# Фаркунст

Фаркунст

Фаркунст (нім. Fahrkunst) — старовинне механічне пристосування для підйому людей з шахти і спуску їх у шахту, що служить для заміни сходів або драбин.

## Принцип дії
Пристрій складається з ряду майданчиків на стіні, разом з рухомою вгору і вниз вертикальною штангою з такими ж майданчиками, або пари таких штанг, що рухаються вгору-вниз поперемінно. Людина може піднятися (або опуститися), за допомогою цього пристрою, переходячи з майданчика на майданчик, узгодивши свої рухи з рухами штанги (штанг). Розміри пристрою можуть бути різними, майданчики можуть вміщати по кілька чоловік, або бути просто сходинками.
Штанга приводиться в рух від кривошипного механізму з приводом від двигуна, наприклад, від водяного колеса або  парової машини. Для безпечного переходу між площадками при русі фаркунста пристрій може робити паузи в русі штанги, для чого служить особливий пристрій, що називається катарактою.
Фаркунст через свої обмеження і недоліки (у тому числі, складності і дорожнеча) на промислових шахтах повсюдно витіснено кліттю.

## Історія
До 1800 року шахти Верхнього Гарца досягли глибини 500—600 метрів. На той час це були найглибші шахти у світі. Для шахтарів, однак, спуск у шахту і підняття з шахти був непомірним тягарем: за таких умов шахтареві потрібна була година, щоб спуститися, і дві години, щоб піднятися з шахти. Останнє також вимагало надзвичайних фізичних зусиль. Оплачувався ж лише час перебування на робочому місці — на вибої. Були міркування, а деякі навіть прохання дозволити шахтарям ночувати під землею, щоб позбавити їх частих і напружених поїздок туди й назад. Однак це, очевидно, практикувалося лише у виняткових випадках.
Подорож по мотузці не була альтернативою для шахтарів у той час: з одного боку, не було надійних мотузок, які дозволяли б безпечно перевозити людей. З іншого боку, конвеєрні пристрої того часу не мали можливості транспортувати велику кількість шахтарів на початку та в кінці їхніх змін. Лише поранених або загиблих шахтарів витягували в шахтній бочці.
Для приводу поршневих насосів для відстійників у шахтах у шахтах уже були дерев'яні стовпи, які постійно рухалися вгору-вниз. Старший шахтар Георг Людвіг Дорелл (1793—1854) вважається винахідником фаркунста як пристрою для пересування шахтарів по стовбуру шахти. У 1833 році його оснастили стійкими підніжками та ручками, що підвищило зручність та безпеку використання фаркунстом. Цей винахід дуже швидко поширився не тільки в країнах Німеччини, а й у міжнародній гірничій промисловості (включаючи Норвегію та Англію).
Дослідження, проведене на бельгійських і англійських шахтах, показало, що з 23 000 000 поїздок був лише один нещасний випадок зі смертельним результатом.
Але були зафіксовані і аварії фаркунсту. Так, на шахті Самсон у Санкт-Андреасберзі сталося сім нещасних випадків зі смертельними наслідками з моменту створення фаркунсту в 1837 році. У шахті Розенхоф у 1878 році фаркунст зламалася, і загинули 11 шахтарів. Були і інші аварії.
Сьогодні останній діючий фаркунст 1837 року відкриття можна побачити в шахті Самсон у Санкт-Андреасберзі. Він простягається на глибину 190 метрів і все ще служить доступом до турбін для оператора гідроелектростанції. Другий фаркунст з дерев'яними прутами зберігається в срібній копальні Конгсберг (Норвегія), його довжина 25 м і демонструється тільки в музеї. У гірничому музеї Верхнього Гарца все ще є оригінальні частини гірничодобувної промисловості, але вони вже не функціонують.